# 朝田帆香
朝田 帆香（あさだ ほのか、2000年3月23日 - ）は、日本の女優（元：子役）。神奈川県出身。
以前はサラエンターテイメント【ジュニア部門】やエヴァーグリーン・エンタテイメントに所属していた。乳幼児時代から数多くのテレビドラマに出演、他にも舞台出演や雑誌のモデルにも顔を出し、テレビ東京で放送された『ピラメキーノ』の中でやった「子役恋物語」にも2011年10月から出演し、これが初のバラエティ出演となった。

## 出演作品

### テレビドラマ
NHK総合・教育
- 大河ドラマ「北条時宗」（2001年1月 - 12月） - 篤子 役
- 連続テレビ小説「天花」（2004年4月 - 9月）
- ドラマ愛の詩「ミニモニ。でブレーメンの音楽隊」（2004年1月 - 3月）
- 連続テレビ小説「ゲゲゲの女房」（2010年4月 - 9月） - 10歳の飯田いづみ 役

日本テレビ
- 続・平成夫婦茶碗（2002年1月 - 3月） - 金本叶 役
- サタデーTVラボ「栞と紙魚子の怪奇事件簿」（2008年1月 - 3月） - 幼少時代
- 東京大空襲（2008年3月18日）
- 人生いろいろ〜浜口康之助物語〜（2009年） - 奈々子 役

TBS
- 月曜ドラマスペシャル「桂銀平の事件簿」（2001年）
- こちら本池上署（2004年）
- 月曜ゴールデン「財務捜査官 雨宮瑠璃子3」（2007年2月26日）
- 月曜ゴールデン「沈黙の法廷・赤と黒」（2010年）

フジテレビ
- 2001年のおとこ運（2001年1月 - 3月）
- エゴイスト 〜egoist〜（2009年）
- HUNTER〜その女たち、賞金稼ぎ〜（2011年10月11日）

テレビ朝日
- サントリーミステリー大賞 大賞・読者賞 海月ルイ『子盗り』（2002年） - 由梨 役
- 木曜ドラマ「氷点2001」（2001年7月 - 9月）
- 警視庁捜査一課9係 season3（2008年）
- 開局50周年記念ドラマ「刑事一代 平塚八兵衛の昭和事件史」（2009年6月20日・21日） - 平塚利恵（長女） 役
- 交渉人スペシャル〜救急病院ジャック（2009年2月28日）

テレビ東京
- 金曜時代劇「お江戸吉原事件帖」（2007年11月30日）
- 金曜時代劇「密命 寒月霞斬り」（2008年4月 - 6月） - 惣三郎の娘・みわ 役
- Lドラ「Cafe吉祥寺で」（2008年11月11日）

### 映画
- スパイゾルゲ（2003年）
- 追想者（2005年）
- デス・トランス（2006年）
- ポチの告白（2006年10月15日、アルゴ・ピクチャーズ）
- おとうさんのたばこ（2007年5月）
- 宮城野（2007年）
- ジェネラル・ルージュの凱旋（2009年3月7日、東宝）
- 真夏のオリオン（2009年6月13日、東宝）
- 必死剣 鳥刺し（2010年7月10日、東映）
- だいじょうぶ3組（2013年3月23日、東宝） - 五十嵐帆香 役

### CM
- ヤマハ「英語教室」
- ベネッセコーポレーションCS局宣CM
- SHARP「冷蔵庫」
- 積水ハウス「EVER LOOP」
- オートバックスセブン
- 東進ハイスクール「こども英会話教室」